# Serralada de Ksour
La Serralada de Ksour (àrab: جبال القصور, Jibāl al-Quṣūr) és una serralada de l'oest d'Algèria que s'estén fins a la província de Figuig al Marroc, i forma part de l'Atles Saharià.

## Toponímia
El nom de Ksour prové de la presència de pobles fortificats (ksour, plural de ksar), normalment situats al cim dels pujols.

## Geografia
La Serralada de Ksour es troba a Algèria, i forma part de l'Atles saharià, del qual constitueix la part extrema occidental, entre el Djabal Amur a l'est i la plana de Tamlelt a l'oest, fins a la Província de Figuig al Marroc, a la frontera algerianomarroquina. La serralada culmina a 2.336 m al Djebel Issa.
La serralada té una topografia accidentada, formada per llargues alineacions sud-oest/nord-est. L'existència de fonts ha permés el conreu d'horts i una població sedentària. Les precipitacions no superen els 300 mm anuals. Tanmateix, neva de mitjana de 10 a 15 dies a l'any.

Ksour acull el Parc Nacional de Djebel Issa. La ciutat principal n'és Aïn Sefra.

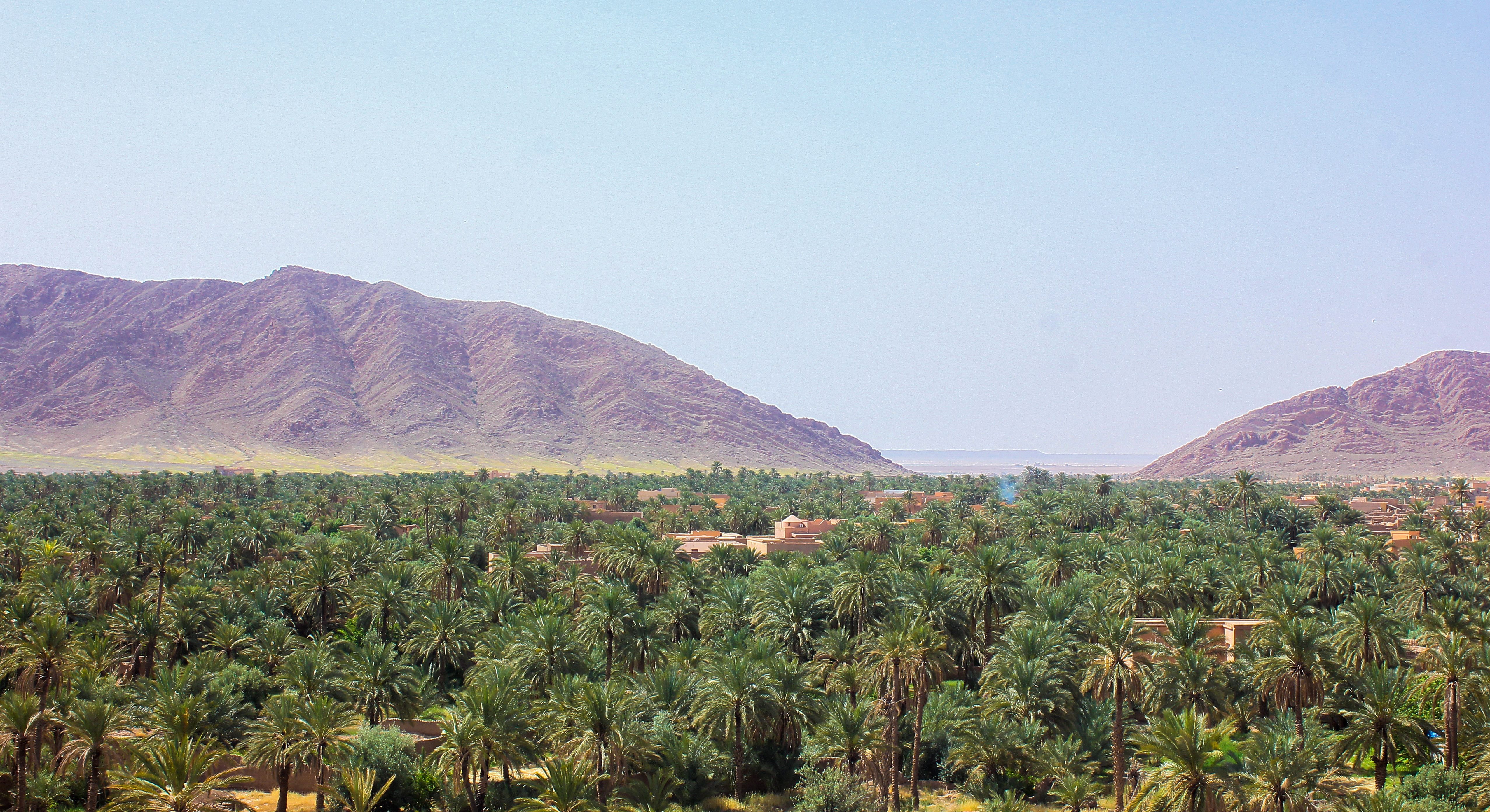
Vista de la serralada Ksour des de l'oasi de Figuig, al Marroc
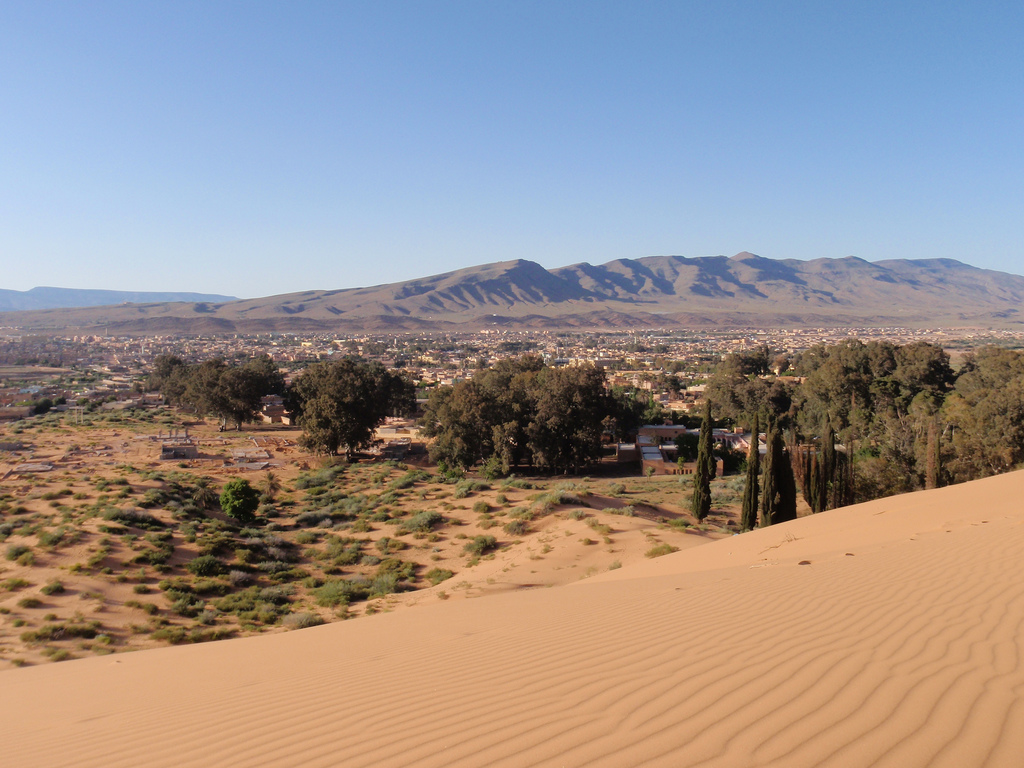
Vista de la serralada Ksour prop d'Aïn Sefra
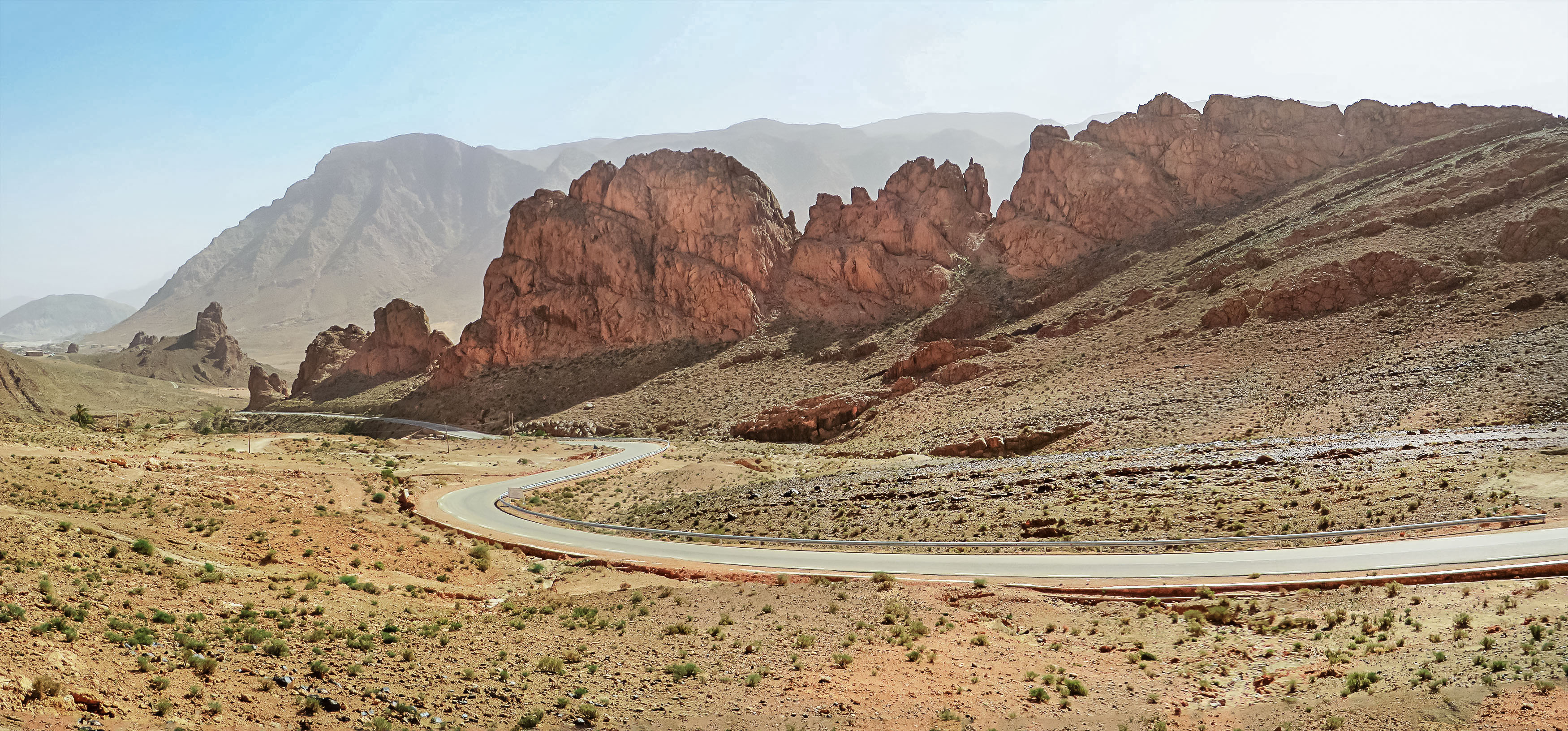
Vista des de Ksour cap al balneari d'Ain Ouarka
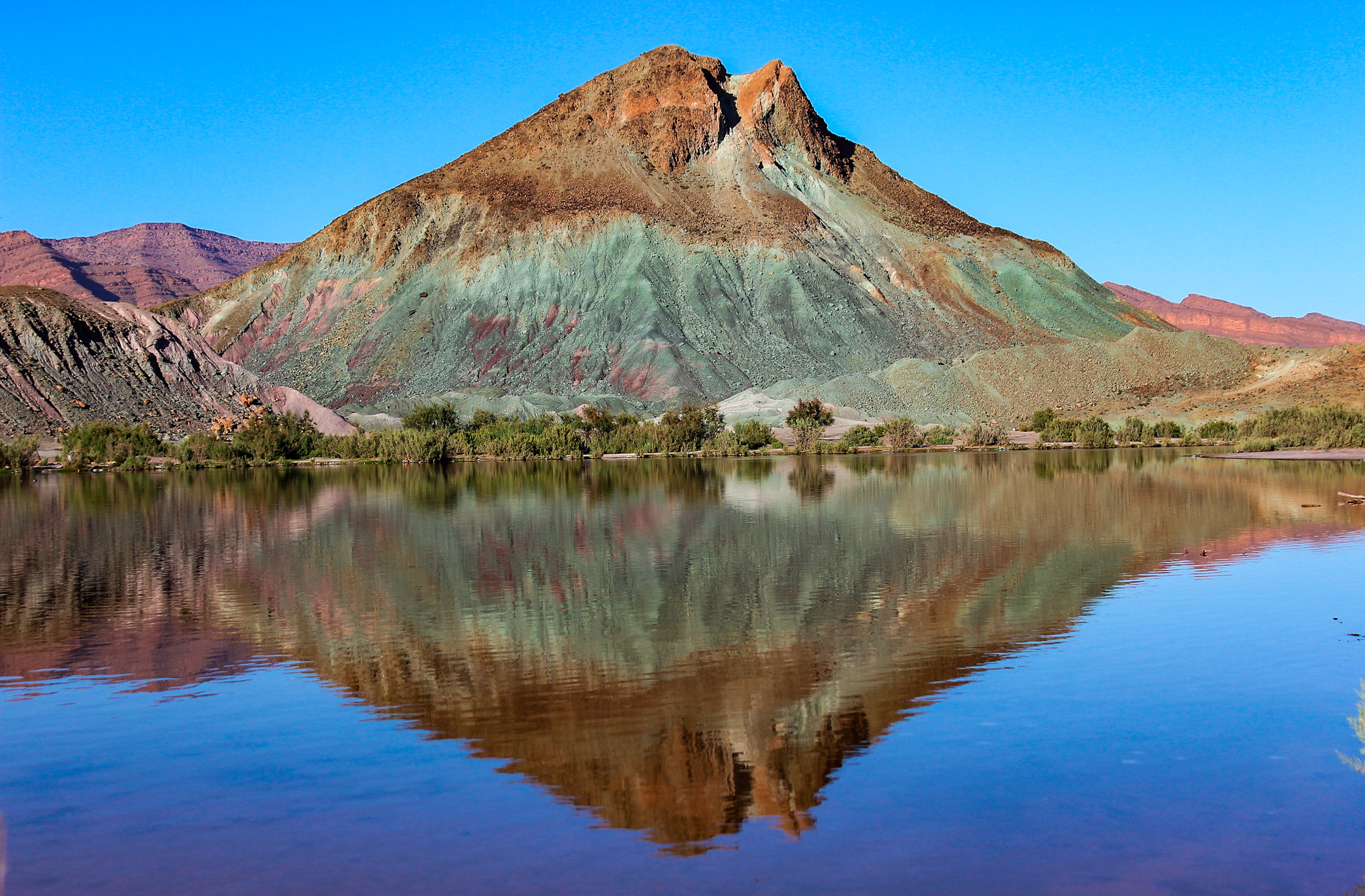
Parc Nacional de Djebel Issa

## Poblacions

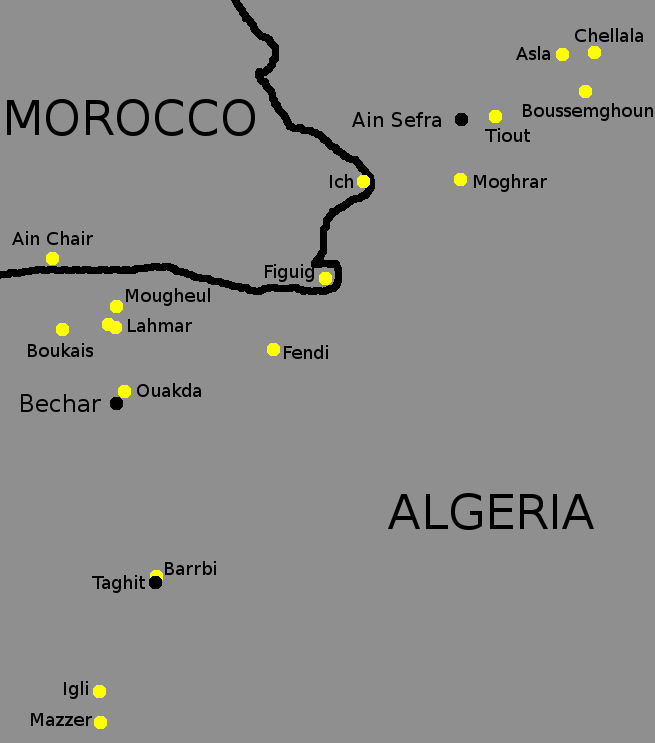
Ubicació dels alcàssers a l'oest d'Algèria

A la fi del període colonial francés, les muntanyes estaven habitades per vilatans sedentaris, llauradors que vivien dels conreus de regadiu, i les travessaven tribus nòmades o seminòmades.
Els primers habiten pobles tradicionals, a vegades fortificats, anomenats ksar. Alguns, molt antics, han conservat els dialectes amazics, mentre que d'altres es creu que foren fundats fa uns segles per grups d'origen divers, a vegades fins i tot tellians. Al segle xvii, les poblacions nòmades s'aplegaren al voltant dels descendents d'un sant que apareixia com a avantpassat o patró dels Ouled Sidi Xeic.
Després de la independència dels francesos, l'àrea experimentà l'assentament de nòmades, que havia començat amb la política de reagrupament aplicada per les autoritats militars colonials franceses durant la Guerra d'Algèria.

## Patrimoni

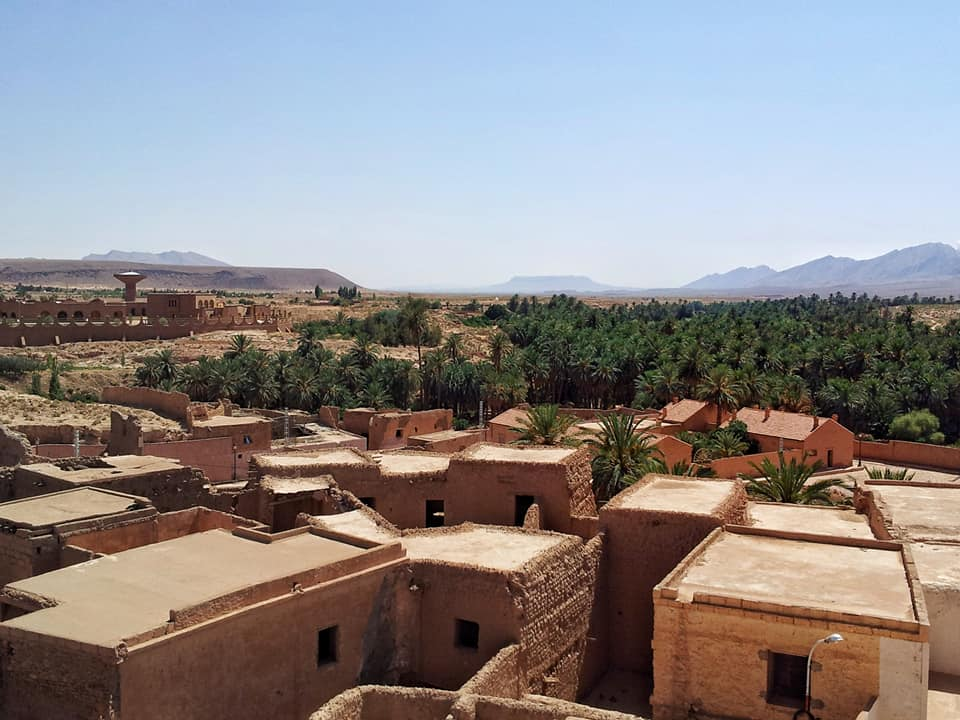
Ksar de Boussemghoun

La Serralada de Ksour acull una quarantena d'alcàssers, pobles de color ocre densament poblats. Els alcàssers (ksar) se solen fundar en llocs ben protegits i situats a prop de fonts importants, amb els jardins estesos al llarg dels uadis. El nucli originari el componia una fortalesa, un fossat al voltant de l'alcàsser i una única entrada principal.
Aquesta zona, la capital de la qual és Aïn Sefra, s'estén des de la frontera algerianomarroquina fins als afores de Djabal Amur, entre els ksar de l'àrea: Sfissifa, Tiout, Moghrar, Asla, Chellala-Dahrania, Chellala-Gueblia, Boussemghoun, Arba-Fougani i Arba-Tahtani.

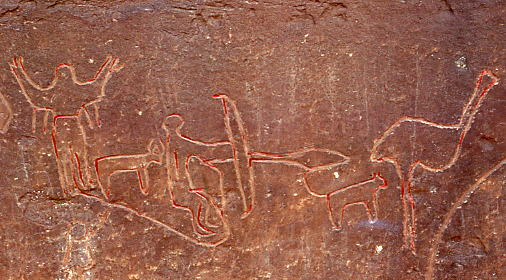
Gravat de Tiout

La serralada també és coneguda pels seus jaciments d'art rupestre, un dels llocs més importants d'art prehistòric. Els gravats es feien a les parets de gres picant i polint, i daten del Paleolític; els especialistes hi distingeixen diferents estils de períodes diferents.
El jaciment més important és el de Tiout, aquests gravats són els primers que es registraren com a obres prehistòriques (1847). En una vasta paret relativament llisa, s'amunteguen un gran nombre de grans caps de bestiar i lleons; entre aquestes figures grosses, n'hi ha de petits subjectes. A prop, a Tiout Sud, es van descobrir més recentment equins salvatges. Entre els altres jaciments importants, n'hi ha els de Moghrar-Tahtani i el uadi Dermel.